# Decaspermum humile
Decaspermum humile är en myrtenväxtart som först beskrevs av Robert Sweet och George Don jr, och fick sitt nu gällande namn av Andrew John Scott. Decaspermum humile ingår i släktet Decaspermum och familjen myrtenväxter. Inga underarter finns listade i Catalogue of Life.